# Autostrada A3
La Autostrada A3 Nápoles-Salerno es una autopista italiana que discurre completamente en la región de Campania, conectando las ciudades de Nápoles y Salerno. Tiene una extensión total de 52 km. Forma parte de la carretera europea E45 y representa la continuación de la Autostrada A1,
Hasta 2017 la A3 se dividía en dos segmentos principales, que correspondían a dos tramos que gestionaban dos empresas concesionarias distintas (SAM S.p.A., concesionaria del Gruppo Autostrade per l'Italia, de Nápoles a Salerno, y ANAS S.p.A., de Salerno a Regio de Calabria). El 13 de junio de 2017, el segmento entre Salerno y Regio de Calabria cambió su nombre a Autostrada A2 (Autostrada del Mediterraneo) por Decreto Ministerial.

## Tramos

### I - Nápoles-Pompeya
Se completó el 22 de junio de 1929. Tiene una longitud de 22 km y está íntegramente en la Ciudad metropolitana de Nápoles. Este tramo lo administra la SAM S.p.A. (Società Autostrade Meridionali).

### II - Pompeya-Salerno
Completado el 16 de julio de 1961, el tramo tiene una longitud de 30 km, que se reparten entre la Ciudad metropolitana de Nápoles y la Provincia de Salerno. Lo administra la SAM S.p.A.

## Salidas
| NAPOLI - SALERNO | |      |      |      |                   |
| Tipo             | Dirección                                                                                             | ↓km↓ | ↑km↑ | Área | Carretera europea |
|                  | Napoli centro - Via G. Ferraris                                                                       | 0,0  | 51,6 | NA   |                   |
|                  | Napoli Via Marina - Porto                                                                             | 1,0  | 50,6 | NA   |                   |
|                  | Stazione di Napoli Centrale                                                                           | 2,0  | 49,6 | NA   |                   |
|                  | Napoli - San Giovanni a Teduccio                                                                      | 2,6  | 49,0 | NA   |                   |
|                  | Caserta                                                                                               | 4,0  | 47,6 | NA   |                   |
|                  | Barriera Napoli sud                                                                                   | --,- | --,- | NA   |                   |
|                  | San Giorgio a Cremano nord Napoli Ponticelli Via delle Repubbliche Marinare                           | 5,5  | 45,2 | NA   |                   |
|                  | San Giorgio a Cremano sud Ponticelli - Via Manzoni (solo vía sur)                                     | 6,4  | 45,2 | NA   |                   |
|                  | San Giorgio a Cremano (solo vía sur)                                                                  | 7,5  | 44,5 | NA   |                   |
|                  | Portici (solo vía sur)                                                                                | 8,0  | 43,6 | NA   |                   |
|                  | Ercolano Portici                                                                                      | 8,5  | 43,1 | NA   |                   |
|                  | Ercolano Scavi Scavi archeologici di Ercolano                                                         | 9,5  | 42,0 | NA   |                   |
|                  | Torre del Greco                                                                                       | 11,5 | 40,1 | NA   |                   |
|                  | Torre Annunziata nord                                                                                 | 15,0 | 36,6 | NA   |                   |
|                  | Torre Annunziata sud                                                                                  | 20,0 | 31,6 | NA   |                   |
|                  | Area di servizio "Torre Annunziata" (en desuso en dirección Nápoles)                                  | 21,0 | 30,5 | NA   |                   |
|                  | Boscoreale (solo vía norte)                                                                           | 21,0 | 30,5 | NA   |                   |
|                  | Pompei ovest Scavi archeologici di Pompei                                                             | 21,9 | 29,7 | NA   |                   |
|                  | Castellammare di Stabia (salida para la Península Sorrentina)                                         | 22,5 | 29,1 | NA   |                   |
|                  | Pompei est Scafati Santuario della Beata Vergine del Rosario                                          | 25,0 | 26,6 | NA   |                   |
|                  | Angri Sant'Antonio Abate (sustituirá el enlace para Angri cuando se termine la construcción)          | 27,9 | 23,5 | SA   |                   |
|                  | Angri (próximamente en desuso)                                                                        | 29,7 | 21,9 | SA   |                   |
|                  | Angri sud Costiera amalfitana - Ravello (entrada en ambas direcciones / salida solo en dirección sur) | 30,3 | 21,3 | SA   |                   |
|                  | Nocera Inferiore Strada statale 18 Tirrena Inferiore (Napoli-Reggio Calabria) Nuceria Alfaterna       | 36,6 | 15,0 | SA   |                   |
|                  | Barriera Nocera                                                                                       | 36,8 | 8,0  | SA   |                   |
|                  | Area di servizio "Alfaterna"                                                                          | 40,0 | 8,0  | SA   |                   |
|                  | Cava de' Tirreni                                                                                      | 42,9 | 8,7  | SA   |                   |
|                  | Vietri sul Mare Costiera Amalfitana - Amalfi (solo salida en vía sur, solo entrada en vía norte)      | 48,4 | 3,2  | SA   |                   |
|                  | Salerno centro dir. Salerno Costiera amalfitana                                                       | 51,6 | 0,0  | SA   |                   |

## Ex tramo A3 Salerno - Reggio Calabria (hoy Autostrada A2)

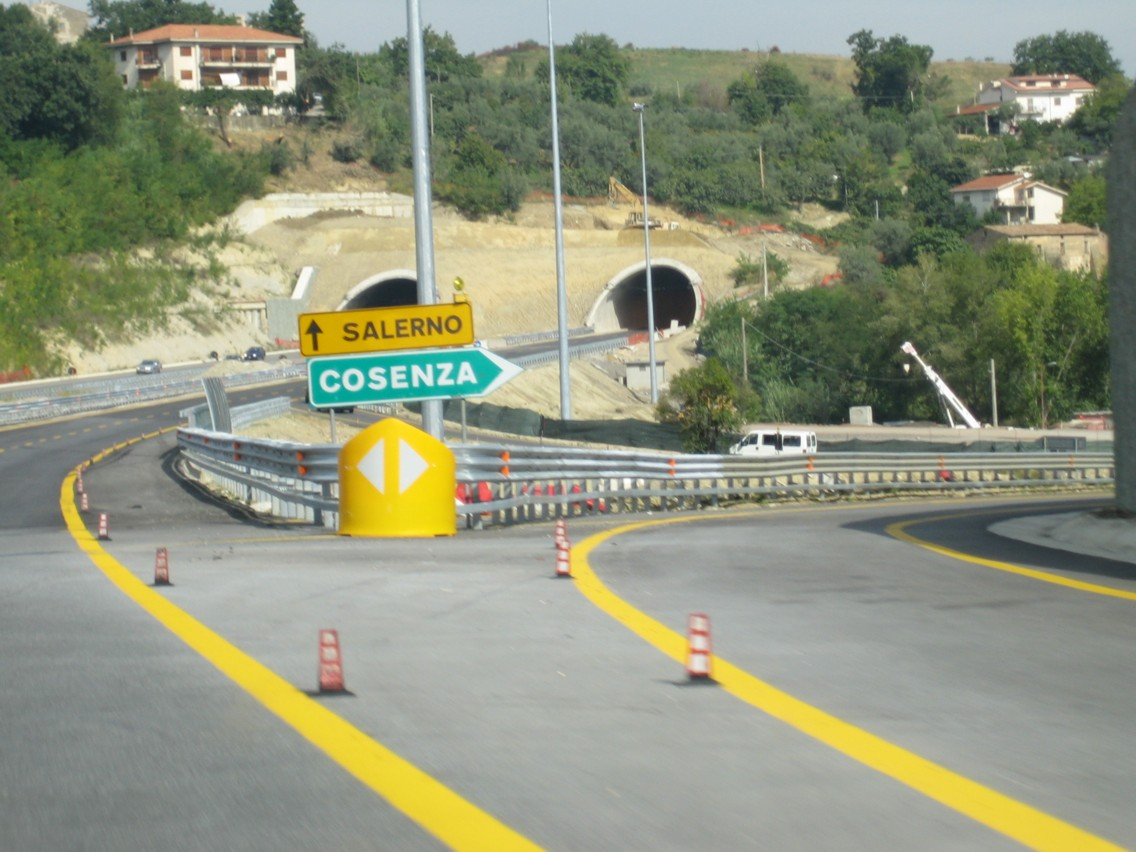
Salida de Cosenza

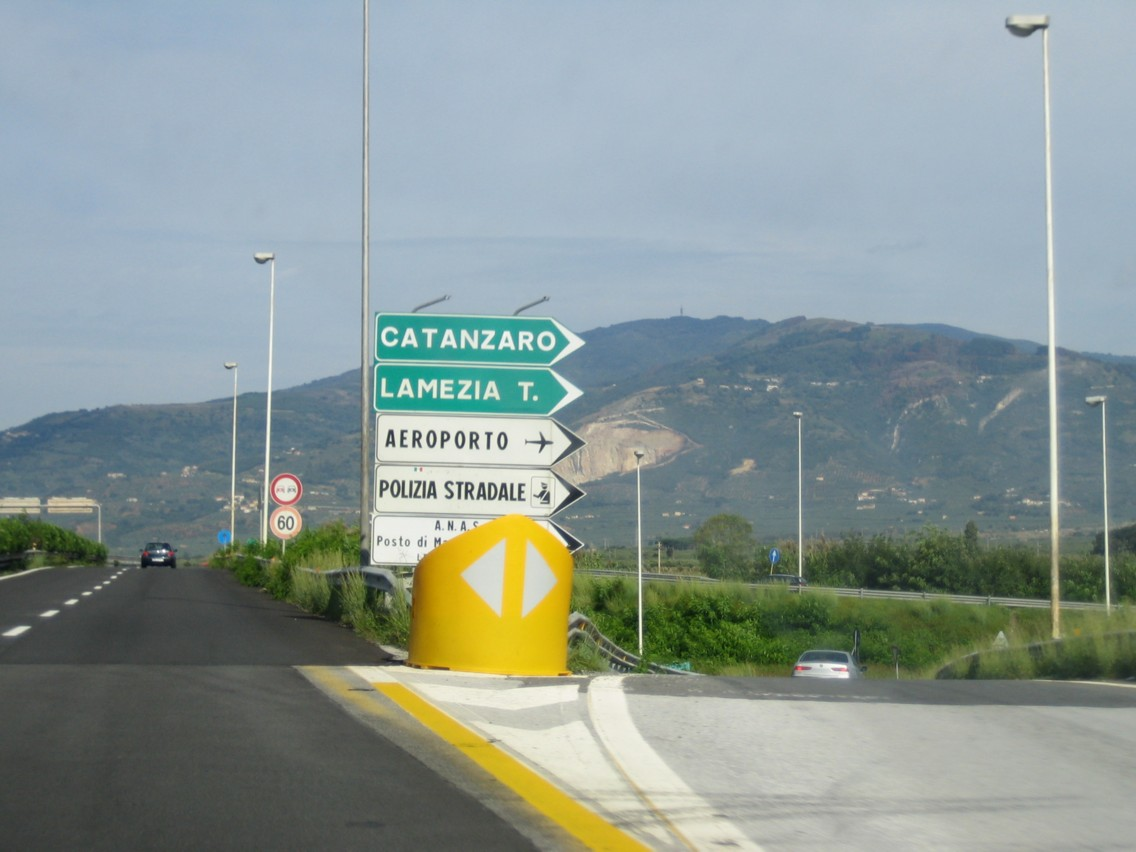
Salida de Lamezia Terme

| Acceso                                                                 | km    | Provincia |
| ---------------------------------------------------------------------- | ----- | --------- |
| Salerno                                                                | 0,0   | SA        |
| Raccordo AV-SA (A30-A16)                                               | 3,0   | SA        |
| Pontecagnano Faiano                                                    | 13,0  | SA        |
| Battipaglia                                                            | 23,0  | SA        |
| Éboli                                                                  | 30,0  | SA        |
| Campagna                                                               | 36,1  | SA        |
| Contursi Terme                                                         | 46,0  | SA        |
| Sicignano-Potenza                                                      | 54,0  | SA        |
| Petina                                                                 | 65,0  | SA        |
| Polla                                                                  | 76,0  | SA        |
| Atena Lucana                                                           | 83,0  | SA        |
| Sala Consilina                                                         | 88,0  | SA        |
| Padula-Buonabitacolo                                                   | 104,0 | SA        |
| Maratea-Lagonegro Nord                                                 | 124,0 | PZ        |
| Lagonegro Sud                                                          | 126,0 | PZ        |
| Lauria Nord                                                            | 138,0 | PZ        |
| Lauria Sud                                                             | 145,0 | PZ        |
| Laino Borgo                                                            | 153,0 | CS        |
| Mormanno-Scalea                                                        | 164,0 | CS        |
| Campotenese                                                            | 174,0 | CS        |
| Castrovillari-Morano                                                   | 185,0 | CS        |
| Castrovillari-Frascineto                                               | 194,0 | CS        |
| Sibari                                                                 | 208,0 | CS        |
| Altomonte                                                              | 214,0 | CS        |
| Spezzano                                                               | 220,0 | CS        |
| Tarsia                                                                 | 225,0 | CS        |
| Torano Castello                                                        | 235,0 | CS        |
| Rose-Montalto Uffugo                                                   | 246,0 | CS        |
| Cosenza Nord                                                           | 253,0 | CS        |
| Cosenza                                                                | 259,0 | CS        |
| Rogliano-Grimaldi                                                      | 273,0 | CS        |
| Altilia                                                                | 286,0 | CS        |
| San Mango d'Aquino                                                     | 294,0 | CZ        |
| Falerna                                                                | 304,0 | CZ        |
| Lamezia Terme                                                          | 320,0 | CZ        |
| Pizzo                                                                  | 339,0 | VV        |
| Sant'Onofrio-Vivo Valentia                                             | 348,0 | VV        |
| Serre                                                                  | 359,0 | VV        |
| Mileto                                                                 | 370,0 | VV        |
| Rosarno                                                                | 383,0 | RC        |
| Gioia Tauro                                                            | 393,0 | RC        |
| Palmi                                                                  | 401,0 | RC        |
| Sant'Elia                                                              | 408,0 | RC        |
| Bagnara Calabra                                                        | 412,0 | RC        |
| Scilla                                                                 | 423,0 | RC        |
| Villa San Giovanni                                                     | 434,0 | RC        |
| Campo Calabro                                                          | 435,0 | RC        |
| Reggio Catona / Arghillà                                               | 436,0 | RC        |
| Reggio Gallico                                                         | 437,0 | RC        |
| Reggio Porto / Lungomare                                               | 441,6 | RC        |
| Enlace con la ronda de Reggio (Raccordo Autostradale 4) - SS106 jónica | 442,5 | RC        |
| Reggio di Calabria nord                                                | 442,9 | RC        |